# MTV Unplugged (álbum de Kinky)
MTV Unplugged: Kinky  es el título del álbum en vivo de la banda mexicana Kinky. Fue lanzado al mercado el 11 de noviembre de 2014 por la discográfica Promotodo México con licencia exclusiva de Sony Music. Fue grabado en los Estudios Churubusco el martes 3 de junio de 2014. El álbum contiene trece temas los éxitos de la banda, covers e incluyendo canciones nuevas. El álbum contiene los tintes de música norteña que caracteriza a la agrupación, instrumentos de cuerdas y metales, éste Unplugged no fue a su totalidad acústico ya que cuenta con algunos sintes tocados por computadora. Cuenta con la colaboración de artistas como Beto Zapata del grupo norteño Pesado, Carla Morrison y la española La Mala Rodríquez.
El primer sencillo que desprende de este álbum es «¿A dónde van los Muertos?» a dueto con la cantante mexicana Carla Morrison, se lanzó el 29 de septiembre de 2014.

## Información del álbum
El concierto fue grabado en los Estudios Churubusco en la Ciudad de México el martes 3 de junio de 2014 ante 500 asistentes entre ellos Amandititita, Lynn Fainchtein, Julieta Venegas y Diego Luna quien se encargó de presentarlos al principio del concierto.
Fue transmitido el 17 de noviembre de 2014 a través de la cadena MTV.
Contó con la participación de 20 músicos y la participación de artista como Carla Morrison en el tema «¿A dónde van los Muertos?». La Mala Rodríquez rapeando en la canción «Negro día» con quien habían grabado en el álbum Sueño de la Máquina (2011). También participó la banda Los Recoditos con una fusión de su canción «Ando bien pedo» y el tema «Noches de Toxina» de Kinky.
El álbum cuenta con 3 covers, la canción «Para Poder Llegar a Ti» del cantante de música norteña Ramón Ayala que cuenta con Voz de Mando y Beto Zapata del grupo Pesado cantando y tocando el acordeón. también se encuentran los temas «Soy lo peor» de banda mexicana Los Cardenales de Nuevo León y con «Para que Regreses» tema original del Chapo de Sinaloa.
Destaca la participación de Daniela Spalla en el teclado y coros y de Loli Molina en guitarra, bajo y coros, así como Alice Emerson en batería y percusión y Diego Luna en la presentación de la banda. La orquesta dirigida por Dan Zlotnik.
Otros músicos participantes:
Fernanda Escamilla - Cello
Nadia Cano, Jazmín del Castillo, Karla García, Vania Gutiérrez, Fernanda Mandoki, Karina Montes de Oca, Ixchel Ruiz y Mariana Torres - Violines
Marcia Medrano - Trombón 
Cesar Barreiro, Jesús Lemo, Sol Pereyra, Alejandra Rosas y Paco Villagómez - Trompetas
Gary Anzures - Tuba
Phil Vinall - Arreglos

## Lista de canciones
| Lista de canciones |                                                                          |                                                                                              |          |  |
| N.º                | Título                                                                   | Escritor(es)                                                                                 | Duración |  |
| 1.                 | «Sound tha mi primer amor»                                               | Letra: Gil Cerezo Música: Kinky                                                              | 3:50     |  |
| 2.                 | «Huracán»                                                                | Letra: Gil Cerezo Música: Kinky y Phil Vinall                                                | 3:59     |  |
| 3.                 | «Para poder llegar a Ti» (con Voz de Mando y Beto Zapata (Grupo Pesado)) | Leo Dan                                                                                      | 2:58     |  |
| 4.                 | «Sin palabras»                                                           | Letra: Gil Cerezo Música: Kinky y Phil Vinall                                                | 3:27     |  |
| 5.                 | «¿A dónde van los Muertos?» (con Carla Morrison)                         | Letra: Gil Cerezo y Ulises Lozano Música: Kinky                                              | 3:49     |  |
| 6.                 | «Yo Soy Lo Peor»                                                         | Armando Manzanero                                                                            | 3:34     |  |
| 7.                 | «Negro día» (con La Mala Rodríguez)                                      | Letra: Gil Cerezo, Mala Rodríguez y Carlos Cháirez Música: Kinky, John King y Mala Rodríguez | 3:08     |  |
| 8.                 | «Una Línea de Luz»                                                       | Letra: Gil Cerezo Música: Kinky                                                              | 3:33     |  |
| 9.                 | «Ilegal»                                                                 | Letra: Gil Cerezo Música: Kinky y Phil Vinall                                                | 3:34     |  |
| 10.                | «Para Que Regreses»                                                      | Gabriel Ramírez Flores                                                                       | 4:10     |  |
| 11.                | «Hasta quemarnos»                                                        | Letra: Gil Cerezo Música: Kinky                                                              | 3:18     |  |
| 12.                | «Vuelve»                                                                 | Letra: Gil Cerezo Música: Kinky y Phil Vinall                                                | 2:35     |  |
| 13.                | «Bien Pedo, Bien Loco(A)» (con Banda Los Recoditos)                      | Letra y Música: Marco Antonio Figueroa Corona y Kinky                                        |          |  |
| 42:32              |                                                                          |                                                                                              |          |  |

Notas
- A Canciones: «Ando Bien Pedo» y «Noches de Toxinas»[3]